# Almik kubański
Almik kubański (Atopogale cubana) – gatunek ssaka owadożernego z rodziny almikowatych (Solenodontidae).

## Średnie wymiary
- Długość ciała – 28–32 cm
- Długość ogona – 17–25 cm

## Występowanie
Występuje w lasach górskich Kuby. Jest gatunkiem endemicznym.

## Tryb życia
Almiki kubańskie żywią się pokarmem mieszanym, o bardzo zróżnicowanym składzie. W nocy grzebią w leśnej glebie w poszukiwaniu owadów i innych bezkręgowców, jak również grzybów i korzeni. Potrafią się dobrze wspinać, więc zjadają również owoce i pąki drzew, a niekiedy polują także na drobne zwierzęta. Jadem wydzielanym przez przekształcone gruczoły ślinowe znajdujące się w żuchwie, almiki mogą zabijać jaszczurki, żaby, małe ptaki, a nawet gryzonie. Prawdopodobnie nie są odporne na własny jad, ponieważ osobniki hodowane w klatkach podgryzione podczas walk przez współtowarzyszy, wkrótce giną z wyraźnymi objawami zatrucia.

## Rozmnażanie
Samica w jednym miocie rodzi od 1 do 3 młodych.